# Qaragünə (Sabirabad)
Qaragünə è un comune dell'Azerbaigian situato nel distretto di Sabirabad. Conta una popolazione di 2 532 abitanti.